# Neopanorpa infuscata
Neopanorpa infuscata is een insect uit de orde van de schorpioenvliegen (Mecoptera), familie van de schorpioenvliegen (Panorpidae). De wetenschappelijke naam van de soort is voor het eerst geldig gepubliceerd door Banks in 1931.
De soort komt voor in Thailand en Malakka.